# Reserva biológica Jatun Sacha
La reserva biológica Jatun Sacha (quechua: sacha hatun, "gran bosque", quechua sureño: Sach'a hatun, "árbol grande", "gran desierto") es la más conocido como el nombre de una estación biológica establecida en la Amazonía ecuatoriana, en 1985, la estación biologial Jatun Sacha. La gestión de esta estación y su reserva natural asociada se lleva a cabo por la Fundación Jatun Sacha de Ecuador, que desde su nacimiento en la década de 1980 ha crecido hasta convertirse en la mayor organización de conservación a nivel nacional de Ecuador con proyectos distribuidos en todo el Ecuador continental, así como en las islas Galápagos.
En el siglo XXI el nombre Jatun Sacha también fue adoptado por el gobierno boliviano para su Proyecto Jatun Sach'a, una iniciativa de conservación de los bosques, en colaboración con la FAO, USAID, y la de las Naciones Unidas.
En 2007, una filial estadounidense de la Fundación Jatun Sacha de Ecuador, legalmente titulada 'Jatun Sacha EE. UU.', adoptó la traducción en inglés "Gran Desierto"  como su nombre público en los Estados Unidos.